# اودالنگو پیکولو
اودالنگو پیکولو (به ایتالیایی: Odalengo Piccolo) یک کومونه در ایتالیا است که در استان آلساندریا واقع شده‌است.

## خصوصیات
اودالنگو پیکولو ۷٫۶۳ کیلومترمربع مساحت و ۲۶۴ نفر جمعیت دارد.